# Norma (компания, Эстония)
Norma — советское, затем эстонское предприятие металлообрабатывающей промышленности, производитель ремней безопасности для автомобилей, автобусов и тракторов, а также товаров народного потребления. Главный офис компании расположен в Таллине, ул. Лаки, 14. В настоящее время предприятие занимается производством оборудования безопасности автомобилей по заказу компаний «АвтоВАЗ» (до марта 2024 года) и «Volvo». Является дочерним предприятием концерна «Autoliv» cсо штаб-квартирой в Стокгольме, Швеция.

## История производственного объединения «Норма»
Предшественником предприятия «Норма» была основанная в 1891 году в Таллине мастерская жестяных изделий и хромолитографии Таубе и Штарра. С 1904 года предприятие носило название «Звезда», с 1921 года — акционерное общество «Дедалус», с 1932 года — акционерное общество «Норма».
В 1946–1961 годах к заводу «Норма» был присоединён ряд мелких таллинских предприятий. С 1971 года предприятие стало называться Производственным объединением «Норма», адрес: ул. Калинина, 40. Объединение имело цех в Раквере.

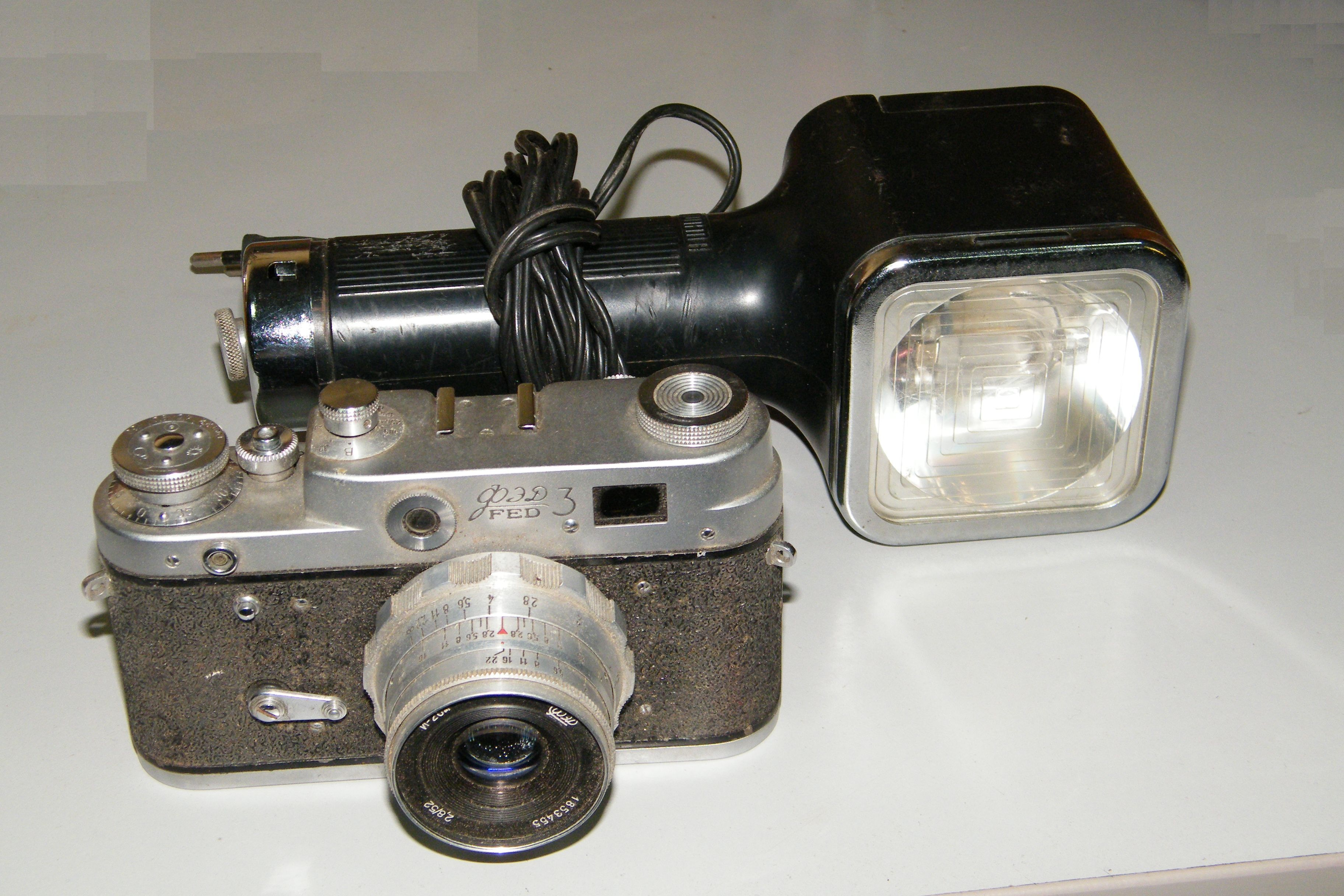
В советское время на заводе «Norma» выпускались фотовспышки серии FIL

Основной продукцией были ремни безопасности для автомобилей, игрушки, жестяные значки, фотоимпульсные лампы, металлическая галантерея, товары хозяйственного обихода, жестяная тара и пр.
В 1960 году было произведено 18 тысяч штук фотоимпульсных ламп, в 1977 году —  127,2 тысячи штук.
В начале 1970-х годов в СССР началось обязательное внедрение ремней безопасности на легковых автомобилях. В 1973 году, после успешных испытаний образцов, изготовленных на «Норме» (разработчик Леонид Оскарович Тедер), постановлением Совета министров СССР предприятию было поручено освоить их массовое производство. Через четыре месяца это поручение было выполнено. В дальнейшем «Норма» выпускала около 6 миллионов ремней безопасности в год.
Ремни безопасности, игрушки и фотоимпульсные лампы экспортировались в 1970-х годах в 19 зарубежных стран. В 1978 году предприятие произвело 4,5 млн. ремней безопасности.
На 1 января 1978 года численность работников составляла 3060 человек, на 1 января 1979 года — 3047, из них в Таллине — 2783.
С 1968 года директором предприятия был Удо Кяэр (Udo Käer).

## Предприятие в Эстонской республике после 1991 года

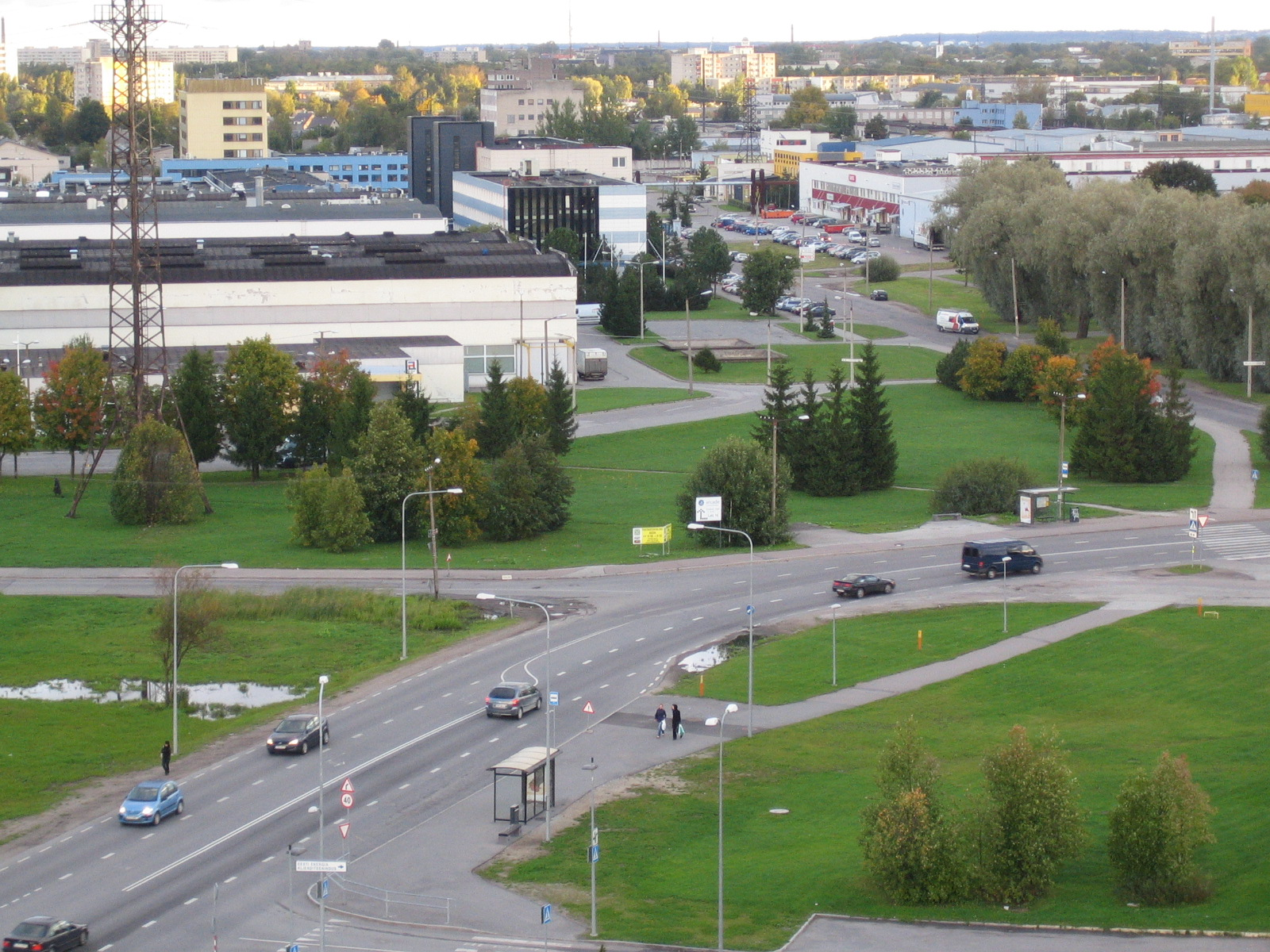
В центре — здание завода «Norma» (ул. Лаки 14)

В 1992 году ПО «Норма» стало акционерным обществом (Norma AS), его директором был избран Юри Кяо (Jüri Käo). Основной сферой деятельности предприятия осталось производство и продажа автомобильных ремней безопасности и их компонентов. Также производятся автомобильные детали, штампы и пластиковые формы для прессов и оказываются инжиниринговые услуги в области разработки и адаптации систем безопасности автомобилей и компонентов ремней безопасности.
В 1990-е годы 75 % от общего объёма продаж «Нормы» шло производителям автомобилей в странах бывшего Советского Союза.
В 1994 году торговый оборот АО «Норма» составил 364 миллиона эстонских крон.
C 1999 года 49,5 % акций компании владеет шведский производитель систем автомобильной безопасности Autoliv. Руководство компании Autoliv приняло решение перевести своё производство в Таллин из-за убытков, закрыв при этом два своих завода в Нордерштедте и Реллингене.
В настоящее время исполнительным директором и председателем правления АО «Норма» является Пеэп Сиймон (Peep Siimon).
В 2012 году компания занимала 11-е место в списке самых успешных предприятий Эстонии.
В ноябре 2015 года предприятие покинуло Таллинскую биржу.

### Показатели
Торговый оборот:
| Год      | 2018   | 2019     | 2020     | 2021     | 2022     | 2023     | 2024 (прогноз) |
| -------- | ------ | -------- | -------- | -------- | -------- | -------- | -------------- |
| Млн евро | 59,792 | ↗ 59,878 | ↗ 57,960 | ↗ 75,719 | ↗ 89,942 | ↗ 97,215 | ↘ 92,080       |

Средняя численность работников:
| Год  | 2015 | 2016  | 2017  | 2018  | 2019  | 2020  | 2021   | 2022  | 2023  | 2024 (III кв.) |
| ---- | ---- | ----- | ----- | ----- | ----- | ----- | ------ | ----- | ----- | -------------- |
| Чел. | 868  | ↘ 840 | ↘ 832 | ↘ 816 | ↗ 825 | ↗ 955 | ↗ 1058 | ↘ 988 | ↘ 949 | ↘ 792          |

Средняя зарплата работника предприятия в третьем квартале 2024 года составила 1920  евро. Прогноз валовой прибыли за 2024 год — 29 352 652 евро.

## Деятельность компании в России
Компания Norma в феврале 1997 года открыла в российском городе Вязники совместный завод «Норма-Освар» по производству ремней безопасности, которые предназначены для реализации на российском рынке. Norma инвестировала 5 миллионов эстонских крон (более 350 тыс. долларов США) и ей принадлежало 75 % акций. В настоящее время компании принадлежит 100 % акций российского завода. Численность работников ЗАО «Норма-Освар» в 1997 году составляла 20 человек, в 2002 году — 11 человек.